# Marabustork
Marabustork (latin: Leptoptilos crumeniferus) er en storkefugl, der lever i det subsahariske Afrika. Storken kaldes også en filosof pga. dens udseende og rolige og værdige adfærd. Marabustorken lever størstedelen af året som ådselsæder, men fanger levende dyr når den yngler.  Marabustorken kan blive mellem 130 og 150 cm og den vejer fra 5 til 9 kg.

## Referenceliste
1. ↑  "Filosof", Ordbog over det danske sprog (leksikon), vol. vol. 4, 1922 {{citation}}: |bind= har ekstra tekst (hjælp)
2. ↑  "Arkiveret kopi". Arkiveret fra originalen 19. maj 2022. Hentet 17. maj 2022.